# Кухня Пенджаба

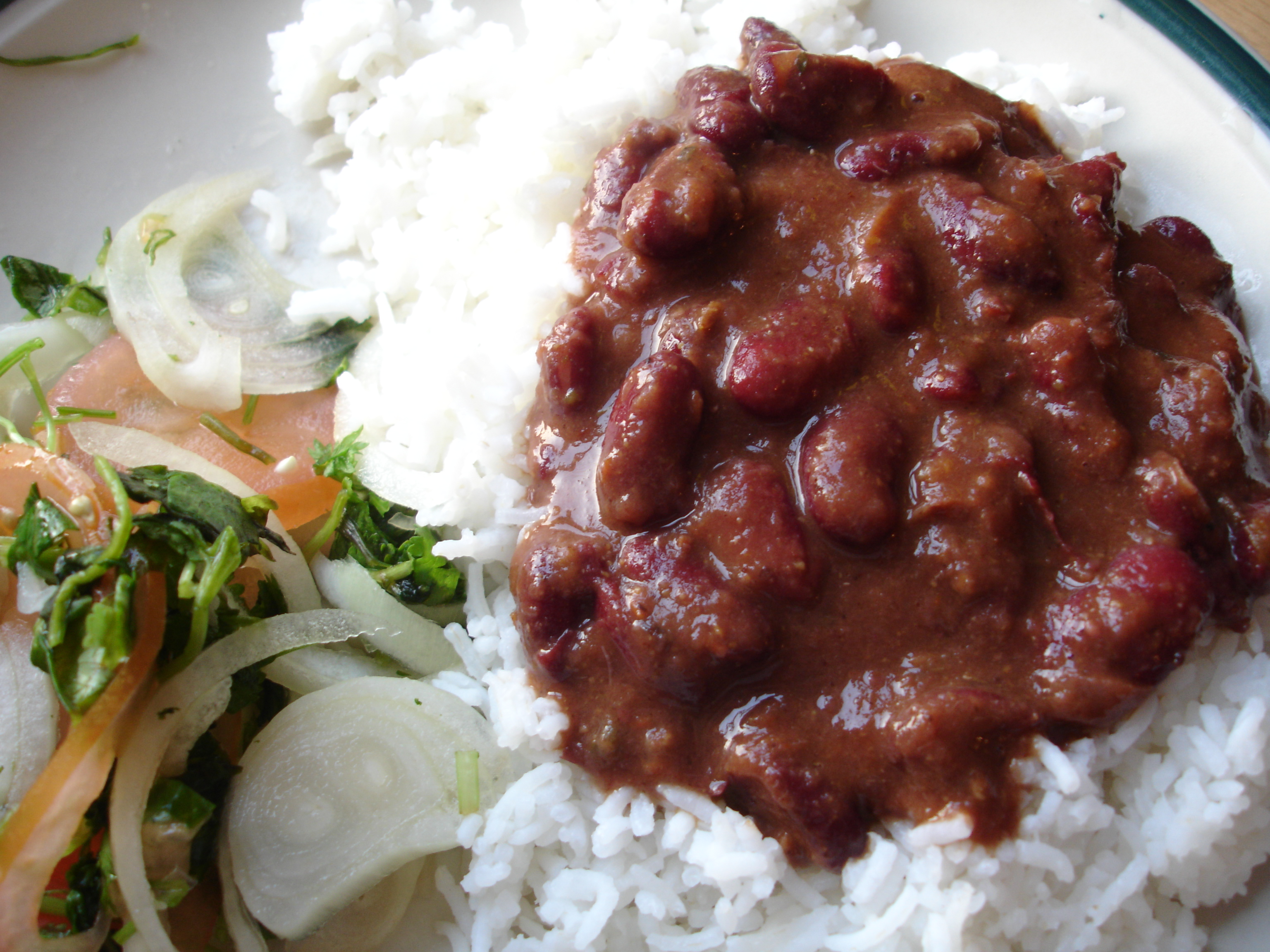
Красная фасоль Rajma с рисом

Пенджабская кухня (хинди पंजाबी पकवान, урду پنجابی پکوان‎) — кулинарные традиции, исторически сложившиеся на территории нынешней северо-западной Индии и восточного Пакистана в течение последнего тысячелетия. Отличается большим разнообразием блюд, включает в себя как вегетарианские, так и невегетарианские традиции. Одним из главных ингредиентов блюд пенджабской кухни является топлёное масло «гхи», широко используемое в совокупности с различными смесями специй — масалами.
В целом, несмотря на небольшие различия в предпочтениях, кухня данного региона ориентирована на крестьян и строится вокруг доступных им продуктов. Именно поэтому большинство блюд содержат молочные продукты (сливки, йогурт, сыр панир, масло) и такие злаки, как рис или пшеница. Среди пряностей распространены лук, чеснок и имбирь, а для приготовления мяса широко используется печь тандури. Большое количество блюд англо-индийской кухни берут свои корни из пенджабских традиций.

## Блюда

### Мясные блюда
- Курятина — Цыплята тандури, Butter Chicken, Chicken Tikka.
- Баранина — Rogan Josh, Bhuna Ghosht, Kadhai Ghost, Raan Gosht, Dal Gosht, Saag Gosht, Nihari Gosht, Rara Gosht, Paye da Shorba.
- Говядина — Nihari Beef, Beef Pasanda, Kadhai Beef, и др. (распространены в мусульманских районах, преимущественно в пакистанском Пенджабе).
- Бирьяни — род плова с курицей или бараниной.
- Наан — лепёшки, которые могут быть с начинкой, иногда натёртые пряностями.

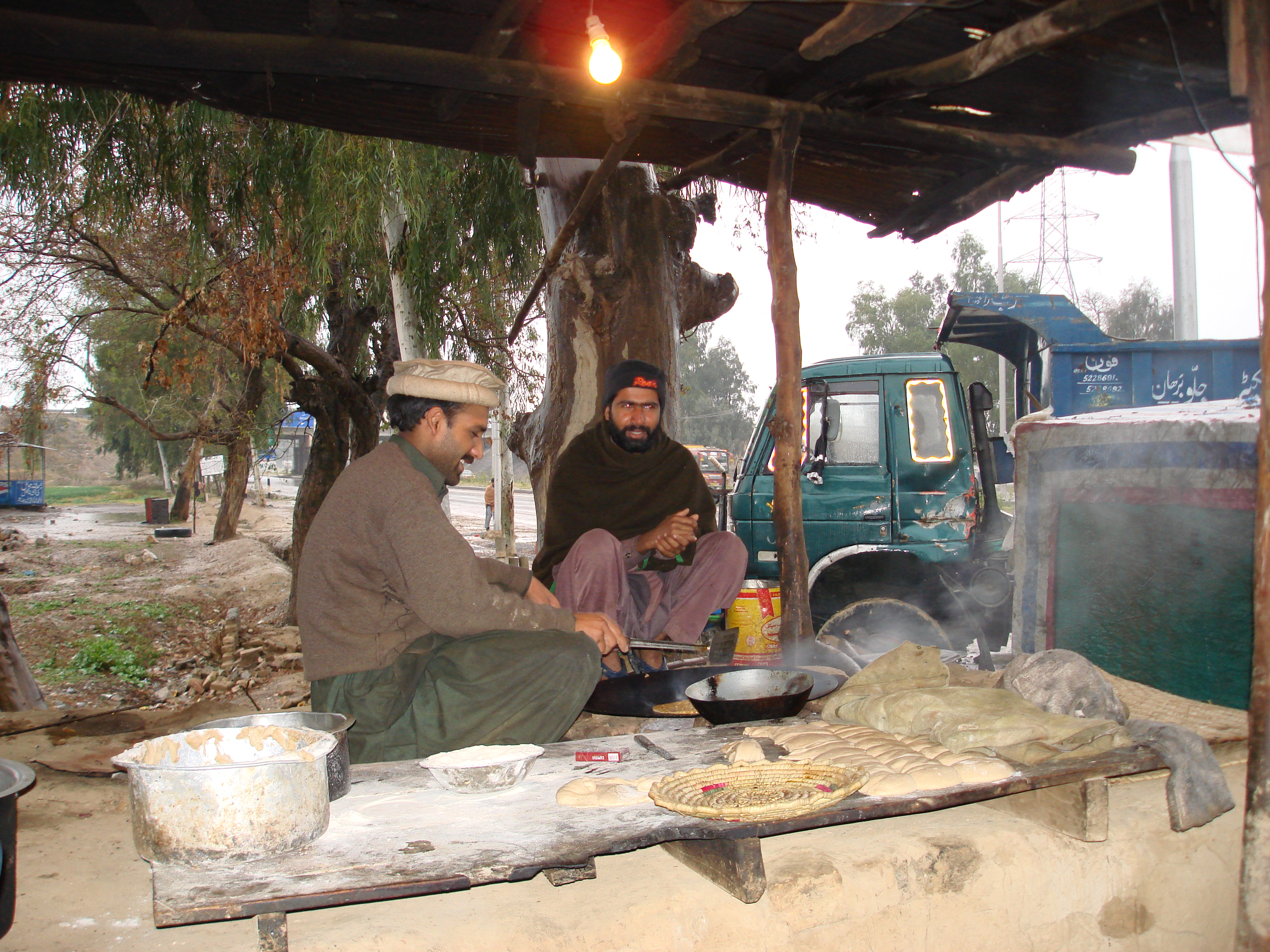
Приготовление лепёшек-наан в придорожной харчевне, пакистанский Пенджаб

### Вегетарианские
- Sarson ka Saag (блюдо с зелёными листьями горчицы и Makki Roti (кукурузный хлеб))
- Грибы и бобы Sabzi
- Дхал Makhani с маслом
- Rajma (красная фасоль с рисом)
- Дхал Amritsari
- Rongi
- Choley
- Kadhai Pakora
- Kadhai Paneer
- Shahi Paneer

## Типичные блюда пенджабской кухни

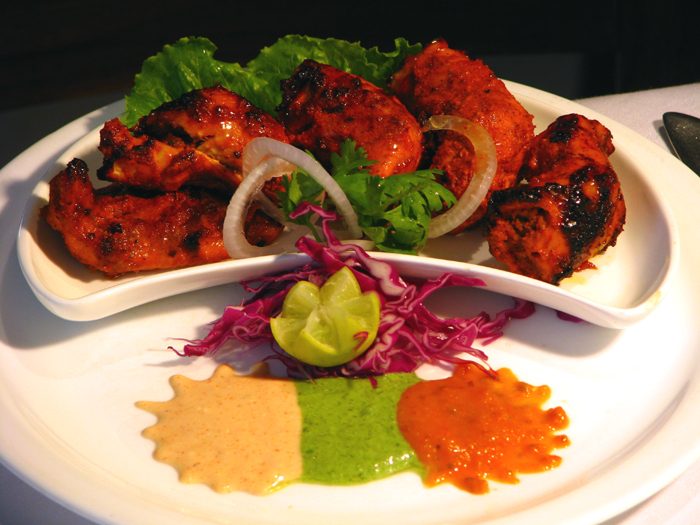
Цыплята тандури
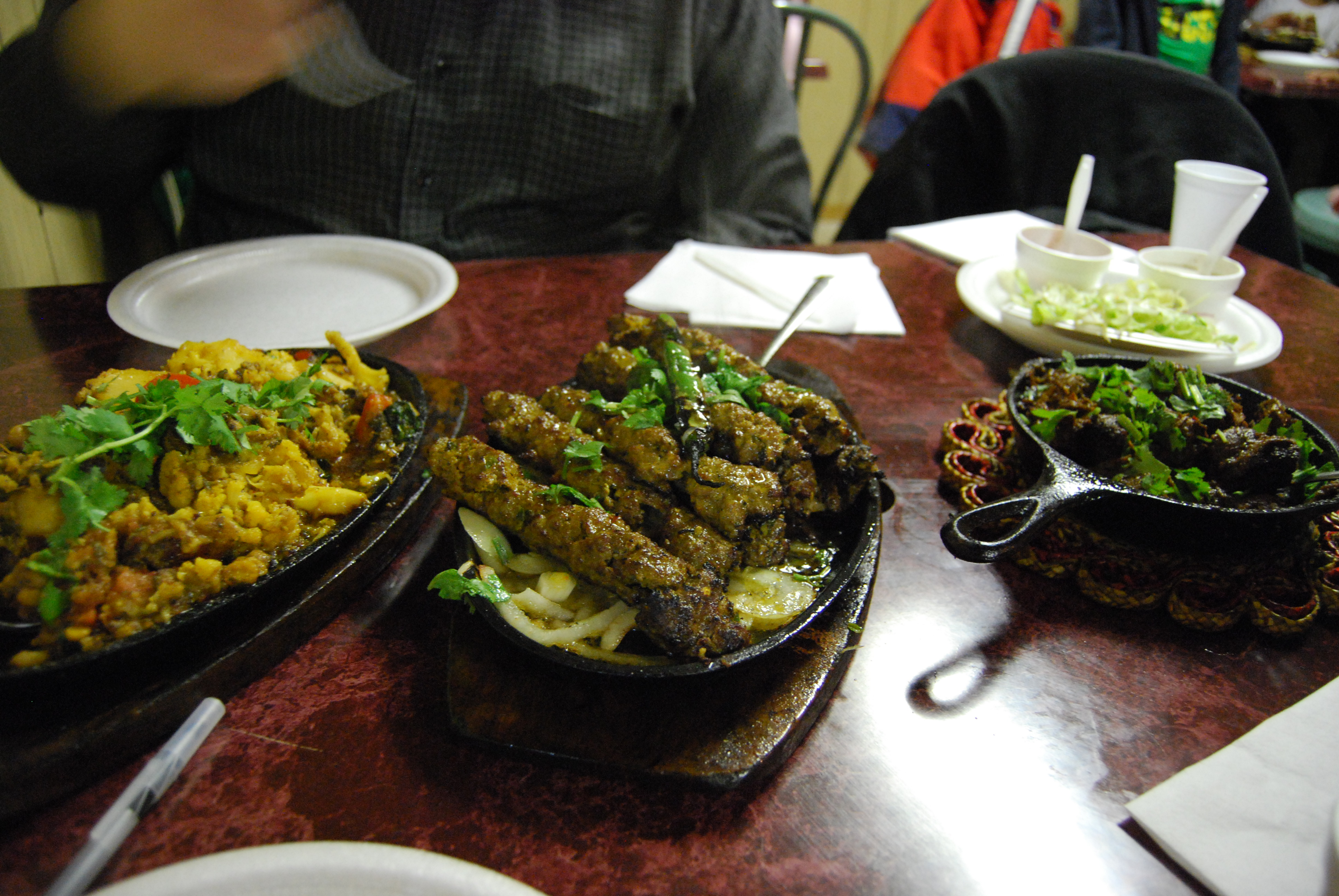
Gobi Aloo, Seekh кебаб, и говяжий Karahi
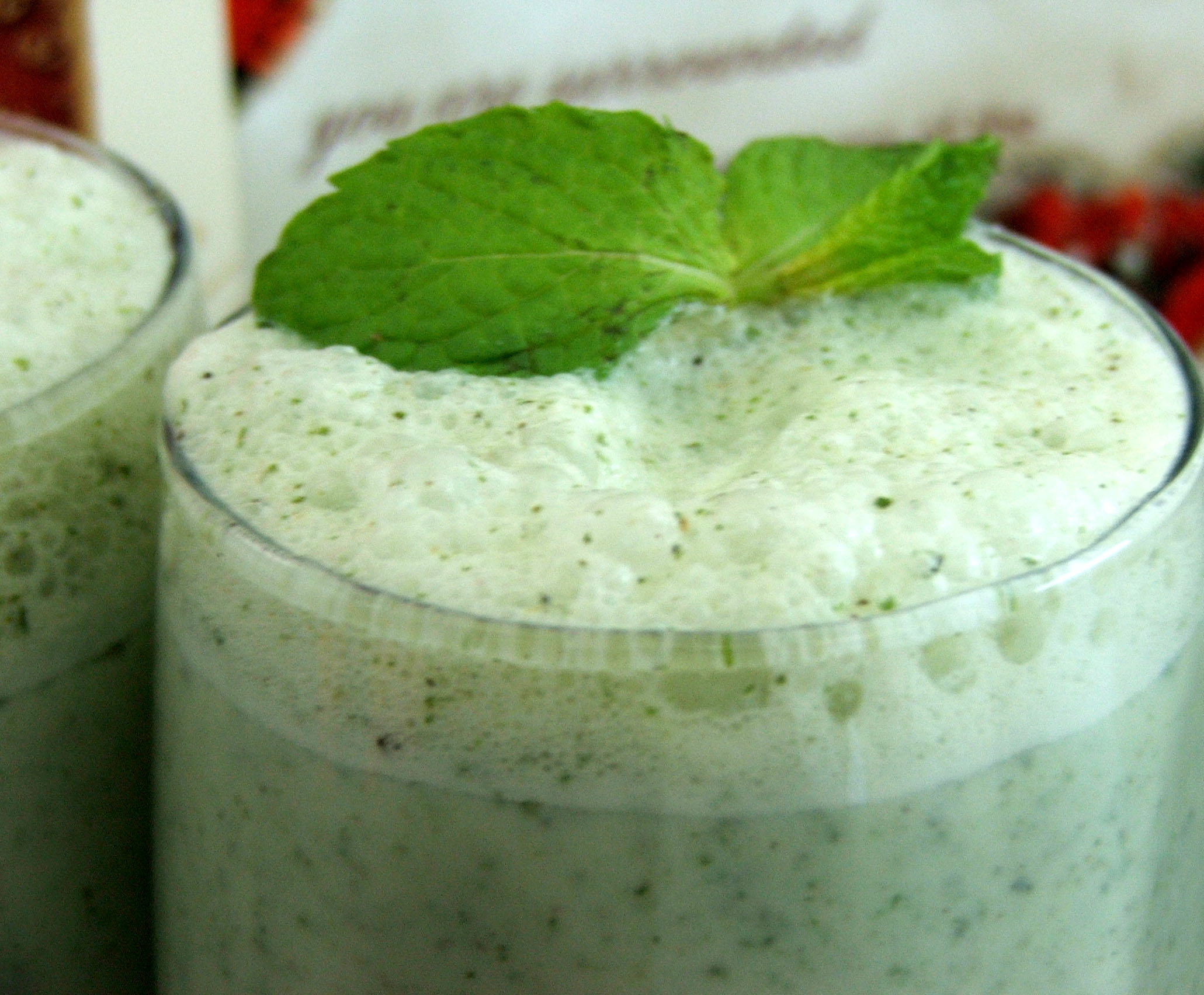
Солёный ласси с мятой
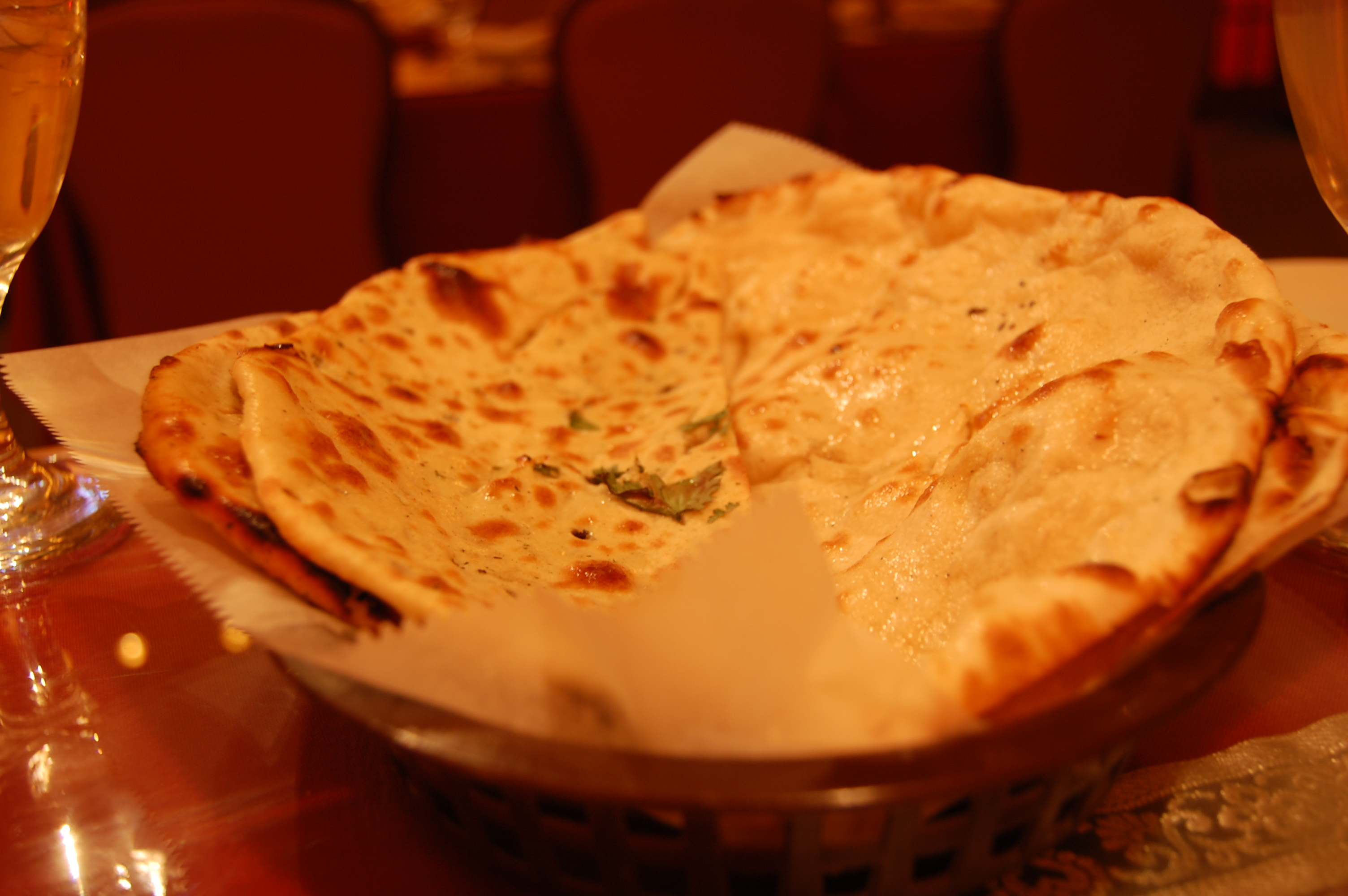
Paratha (парАтха, в данном случае - с мятой), пшеничная лепёшка с начинкой, выпекаемая не в тандуре. Начинка может быть разной (картофель, панир и т.д.), но не сладкой.